# Basizität
Basizität ist ein Begriff aus der Chemie und der Metallurgie.

## Basizität in der Chemie
In der Chemie bezeichnet der Begriff Basizität, auch Alkalität,
1. das Maß für die Fähigkeit einer chemischen Verbindung, Protonen aufzunehmen, also ihr Basenverhalten, ausgedrückt durch die Basenkonstante bzw. den pKB-Wert.
2. die Basenstärke (Hydroxidionen-Konzentration) einer Lösung, siehe pOH-Wert.

Eine große Rolle spielt Basizität in Zusammenhang mit Nukleophilie in der organischen Chemie, beispielsweise bei der Nukleophilen Substitution. Je stärker basisch eine Verbindung ist, desto eher teilt sie ihr freies Elektronenpaar mit anderen Verbindungen,  z. B. mit einem Proton. Eine stärkere Base teilt ihr Elektronenpaar leicht mit einem Proton, geht daher mit diesem leicht eine Bindung ein und nimmt es damit auf. Eine schwächere Base löst die Bindung zu einem Proton leichter (die Bindung ist schwächer) und ist damit gleichzeitig eine stärkere Säure. Ablesen lässt sich die Basizität an der Basenkonstante Kb bzw. Säurekonstante Ks. Die Basenkonstante ist eine Gleichgewichtskonstante, die das Verhältnis zwischen protonierten und deprotonierten Teilchen angibt. Die Nukleophilie gibt die Tendenz eines Teilchens an, ein Elektrophil (ein elektronenarmes Teilchen) anzugreifen. Basizität und Nukleophilie stehen in einem direkten Verhältnis zueinander: Starke Basen sind gute Nukleophile und schwache Basen sind schlechte Nukleophile. Ausnahmen von dieser Regel bestehen, wenn durch sterisch anspruchsvolle Gruppen zum Beispiel bei Lithiumdiisopropylamid das basische Zentrum sterisch gehindert ist. So sind beispielsweise Hydroxidionen (OH−) eine bessere Base und ein besseres Nukleophil als Wasser (H2O), Wasser ist dagegen die bessere Abgangsgruppe. Ein entscheidender Unterschied zwischen Basizität und Nukleophilie ist jedoch, dass es sich bei Basizität um eine thermodynamische, bei Nukleophilie hingegen um eine kinetische Größe handelt. So beschreibt die Basizität ein Gleichgewicht zwischen einer Base und ihrer konjugierten Säure, beispielsweise in Wasser:
{\displaystyle \mathrm {A^{-}+H_{2}O\rightleftharpoons AH+OH^{-}} }
 mit der Gleichgewichtskonstante K.
Die Nukleophilie hingegen beschreibt die Geschwindigkeit eines Vorgangs, beispielsweise den Angriff eines Nukleophils auf ein Elektrophil:
{\displaystyle \mathrm {Nu^{-}+R{\text{-}}X\longrightarrow Nu{\text{-}}R+X^{-}} }
mit der Geschwindigkeitskonstante k.
Weiteren Einfluss auf Basizität und Nukleophilie können zudem Polarisierbarkeit, Lösungsmittel und sterische Effekte ausüben.

## Basizität in der Metallurgie
In der Metallurgie ist die Basizität einer Schlacke definiert als das Massenverhältnis der enthaltenen basischen und sauren Oxide.
Für phosphorarme Schlacken ist die Basizität definiert als das Massenverhältnis von Calciumhydroxid zu Siliciumdioxid:
{\displaystyle B={\frac {m_{\mathrm {(CaO)} }}{m_{\mathrm {(SiO_{2})} }}}}
Die Definition der Basizität von Pfannenschlacken berücksichtigt außerdem MgO und Al2O3:
{\displaystyle B_{\mathrm {LF} }={\frac {m_{\mathrm {(CaO)} }+k\cdot m_{\mathrm {(MgO)} }}{m_{\mathrm {(SiO_{2})} }+l\cdot m_{\mathrm {(Al_{2}O_{3})} }}}}
Darin stellen {\displaystyle k} und {\displaystyle l} Korrekturfaktoren dar, beispielsweise 1,4 und 0,6. Es gilt zu berücksichtigen, dass sich die Basizitäten auf schmelzflüssige Schlacken beziehen, während unter Realbedingungen mitunter ungelöstes CaO und MgO in der Schlacke vorliegt.